# Andreu Missé i Ferran
Andreu Missé i Ferran (Barcelona, 1947) és un periodista català. Llicenciat en Dret per la Universitat de Barcelona, és l'actual director d'Alternativas Económicas.
El 1976 va iniciar la seva carrera professional com a periodista en les revistes Reporter i Primera Plana. El 1978 participa en la fundació d'El Periódico de Catalunya. El 1982 va formar part del grup de professionals que van constituir la redacció d'El País, de Barcelona. En aquest periòdic ha treballat durant 30 anys, durant els quals ha exercit els llocs de redactor en cap d'Economia a Madrid, subdirector a Barcelona, i cap de la delegació a Brussel·les, entre 2005 i 2012.
És coautor amb Josep Borrell del llibre La crisi de l'euro. D'Atenes Madrid (2012).

## Premis
El 2009 va rebre el premi Salvador de Madariaga per les seves cròniques des Brussel·les en què «ha unit pedagogia i informació, crònica i estil amb un llenguatge capaç d'arribar a totes les generacions». Anteriorment havia estat guardonat amb els premis ESADE d'informació econòmica i el Joan Sardà Dexeus, del Col·legi d'Economistes de Catalunya, el 1997.
L'11 de març de 2015 va ser proclamat guanyador del Premi Internacional de Periodisme Manuel Vázquez Montalbán, en la categoria de Periodisme Cultural i Polític.